# Bešeňov
Bešeňov é um município da Eslováquia, situado no distrito de Nové Zámky, na região de Nitra. Tem 17,1 km² de área e sua população em 2018 foi estimada em 1.619 habitantes.

## Demografia
| Ano:        | 1994 | 2004   | 2014   | 2024   |
| ----------- | ---- | ------ | ------ | ------ |
| Broj ljudi: | 1813 | 1721   | 1662   | 1551   |
| Razlika:    |      | -5,07% | -3,42% | -6,67% |

| Ano:               | 2023 | 2024   |
| ------------------ | ---- | ------ |
| Número de pessoas: | 1569 | 1551   |
| Diferença:         |      | -1,14% |